# Meskiagnuna
Meskiagnuna (sum. mes.ki.ag2.nun.na, tłum. „ukochany bohater Księcia”) – według Sumeryjskiej listy królów drugi władca z I dynastii z Ur, syn Mesanepady, brat Aanepady. Dotyczący go fragment brzmi następująco:
„Meskiagnuna (z Ur), syn Mesanepady, został królem i panował przez 36 lat”
Meskiagnuna wspomniany jest również w inskrypcji z Tumal:
„Meskiagnuna, syn Mesanepady, uczynił Tumal wspaniałym, wprowadził Ninlil do Tumal”